# Ретаярви
Ре́тая́рви (фин. Retajärvi) — озеро на территории Поросозерского сельского поселения Суоярвского района Республики Карелия.

## Общие сведения
Площадь озера — 0,6 км². Располагается на высоте 192,0 метров над уровнем моря.
Озеро имеет продолговатую форму, вытянуто с юго-востока на северо-запад. Берега каменисто-песчаные, частично заболоченные.
Через озеро протекает река Вуоттойоки, втекая в него с запада из озера Уля-Ретаярви (фин. Ylä-Retajärvi) и вытекая на востоке в сторону озера Юля-Вуоттоярви.
Код водного объекта в государственном водном реестре — 01050000111102000011400.